# Room 237
Room 237 (br.: O Labirinto de Kubrick) é um documentário estadunidense de 2012, dirigido por Rodney Ascher. O enredo é sobre o filme de Stanley Kubrick, The Shining, lançado em 1980  e seus diferentes significados explorados por inúmeras pessoas em discussões e textos na internet e outros meios. Foram incluídas, além de cenas de The Shining, as de outros filmes de Kubrick. A estrutura foi divida em nove segmentos, cada um deles centrado em diferentes elementos que "revelam pistas escondidas sobre uma possível temática maior". A produção foi de Tim Kirk.
Em 2012, no Festival de Cinema de Cannes, foi exibido durante a Quinzena dos Realizadores, e também no Festival de Cinema de Sundance do mesmo ano.
Os direitos de distribuição foram adquiridos por IFC Midnight e exibido em cinemas e video a partir de 29 de março de 2013.

## Contexto e estrutura

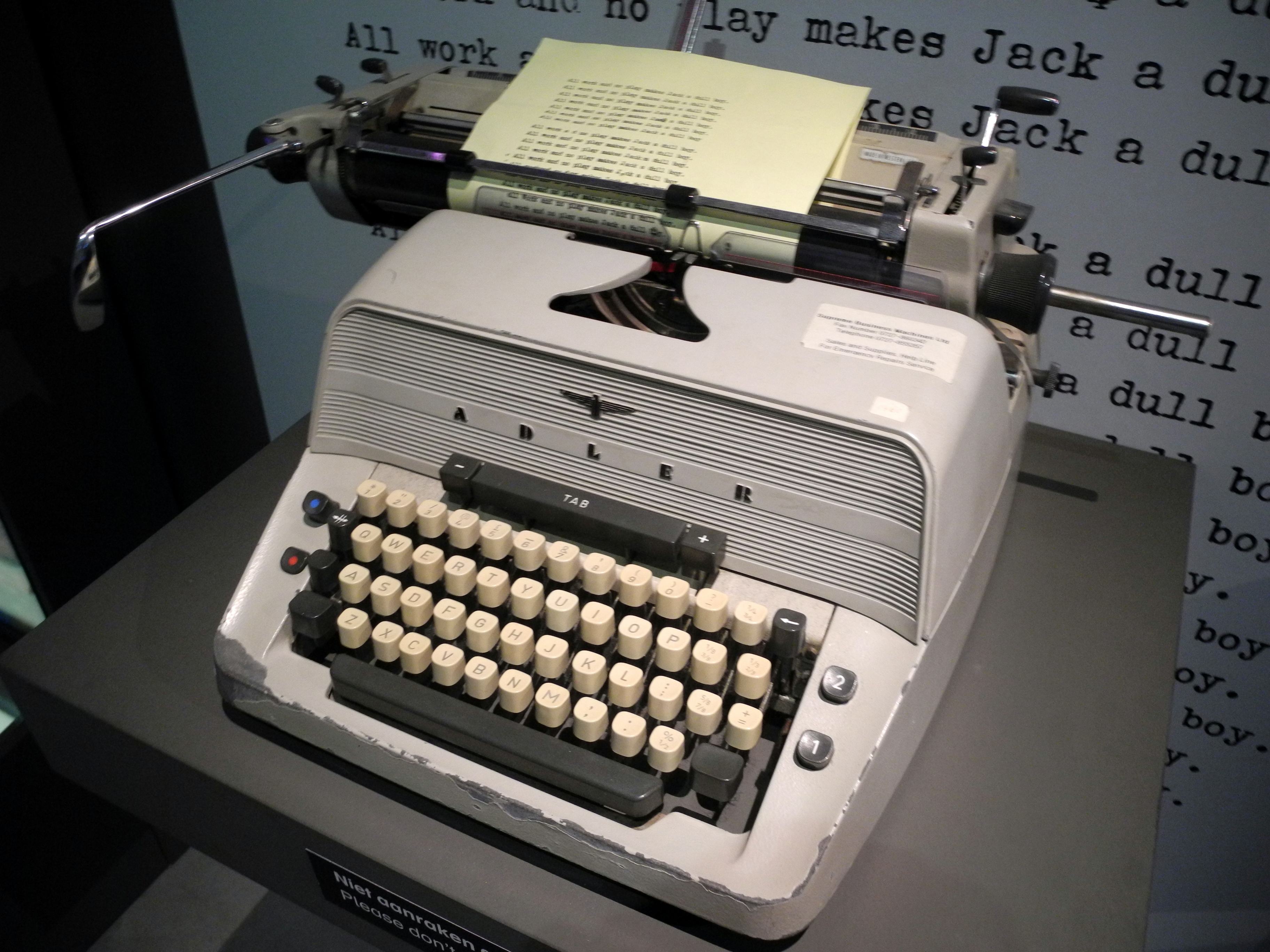
A máquina de escrever Adler (marca alemã), usada numa famosa cena do filme, é tida como uma referência de Kubrick ao Holocausto

O filme narra as diferentes teorias, deduzidas ou contadas por várias pessoas, sobre The Shining. De acordo com alguns deles, o filme é sobre o genocídio dos nativos americanos. Para fundamentar essa ideia, são relacionadas as "pistas" deixadas por Kubrick: são mostradas as duas importantes cenas em que aparecem as latas de fermento em pó com a marca "Calumet", o que seria referência ao cachimbo da paz dos índios, chamado por esse nome. Outra pessoa argumenta na narração que foi colocado no roteiro ter sido construído o hotel no Colorado, sobre um cemitério indígena, e que a famosa cena do sangue brotando nas paredes, era uma alusão ao sangue dos índios, derramado ao longo do período da colonização.
Outra teoria explorada é a de que Stanley Kubrick tivesse produzido diversas filmagens promocionais para a NASA, reproduzindo a descida da Apollo 11 na Lua. Os depoentes acreditam que muitas imagens dos astronautas reproduzem os efeitos de uma projeção frontal, o que não seria possível para as câmeras usadas na Lua. Em várias cenas do filme, o diretor teria dado pistas desse trabalho sigiloso: o garoto Danny usa uma camiseta com o desenho da Apolo 11, as formas geométricas dos carpetes aonde ele brinca com carrinhos lembram foguetes e mudam durante o desenrolar do filme, alteradas do que seria um caminho aberto para vários becos sem saída. Outra pista seria a discussão de Jack com Wendy, quando ele cita suas obrigações e o dever de honrar o contrato de trabalho assumido (alusão do diretor ao fato de manter sigilo sobre essas filmagens para a NASA e ter se recolhido após o fato). Outras pistas seriam a do famoso quarto 237 (que dá nome ao documentário). Os depoentes dizem que no livro o número é 217 e foi alterado por Kubrick para 237 para servir de referência ao número de milhas de distância da Terra à Lua (a distância é medida na verdade como 238 milhas). Há também a etiqueta na maçaneta da porta na qual está escrito "room" de uma maneira estranha, que pode confundir com "moom".
As alterações de Kubrick em relação ao livro também são objetos de comentários: o carro da família no livro seria um Volks vermelho mas no filme foi mudado para a cor amarela. Em outra cena aparece um acidente envolvendo um Volks vermelho. As cenas são interpretadas como uma mensagem de Kubrick a Stephen King, o autor história, dizendo que o filme estaria do jeito dele, sem respeitar o texto. King teria ficado furioso com as alterações, conforme comentado na narrativa.
Há também diversas referências ao mito do Minotauro: o labirinto do Hotel Overlook não existia no livro e foi criação de Kubrick. A face do ator Jack Nicholson quando seu personagem enlouquece, mantendo o rosto abaixado e mostrando proeminentemente a testa para a câmera, seria uma alusão a imagem de um touro prestes a atacar. É também analisado um pôster que representaria um esquiador, mas que na verdade é um desenho do minotauro. É lembrado que o filme Killer's Kiss de Kubrick foi produzido pela Minotaur Productions.
Outras teorias sugerem as referências ao Holocausto, ou aos genocídios, de uma forma mais ampla. A cena em que Jack ameaça a família, imitando sinistramente as falas do Lobo Mau em premiado desenho animado da Disney, também é objeto de especulações. Um dos disfarces utilizados pelo personagem, uma caricatura de um comerciante judeu, é interpretado como sinal do antissemitismo de Walt Disney. Kubrick por sua vez manda uma mensagem ao público, quando o zelador diz a Danny como lidar com suas habilidades de "iluminado". Ele explica que as visões do menino devem ser tomadas como retratos na parede sobre um passado que deve ser esquecido. Kubrick estaria aludindo ao Holocausto e como lidar com aquele horror. Na cena final, quando Jack está no retrato, há uma superposição de imagens e pode ser visto o que seria o bigode de Hitler em seu rosto.
Em outra sequência são mostradas imagens que sobrepõem a exibição normal, com uma exibição de trás para a frente do filme. É comentada demoradamente a cena em que Danny conversa com seu pai sobre os temores dele, sobreposta exatamente às do pai combinando o assassinato da família com os fantasmas do hotel.

## A opinião do diretor
Os produtores não tentaram promover qualquer versão em particular que os depoentes deram nas entrevistas. O diretor Rodney Ascher ofereceu sua própria interpretação numa entrevista à Complex Magazine (em tradução livre):
| “ | Na minha impressão pessoal, não acho que tudo isso seja o trabalho de um visionário como essas pessoas acreditam. Eu vejo o filme apenas como uma história sobre o malabarismo de equilibrar as responsabilidades de uma carreira com as da família e um conto de alerta sobre o que pode acontecer havendo escolhas erradas. E talvez a busca de fortuna ou prestígio que seriam fantasmas ou coisas que você vai atrás às custas da falta de atenção à família | ” |
|   | — Rodney Ascher. |   |

## Elenco
O filme conta com narrações e depoimentos de Bill Blakemore, Geoffrey Cocks, Juli Kearns, John Fell Ryan e Jay Weidner. Buffy Visick aparece como o entusiasta do VHS.
São mostradas cenas e imagens de arquivo de Stanley Kubrick, Stephen King, Jack Nicholson, Shelley Duvall, Danny Lloyd, Scatman Crothers, Joe Turkel, Barry Nelson, Philip Stone, Keir Dullea, Martin Potter, Tom Cruise e Nicole Kidman.

## Premiação
| Evento                                | Prêmio                         | Categoria           | Nome                                         | Desempenho |
| ------------------------------------- | ------------------------------ | ------------------- | -------------------------------------------- | ---------- |
| Chicago International Film Festival   | Gold Hugo                      | Melhor documentário | Rodney Ascher                                | Indicado   |
| Gotham Independent Film Awards        | Gotham Award                   | Melhor Documentário | Rodney Ascher (diretor), Tim Kirk (produtor) | Indicado   |
| Hawaii International Film Festival    | Halekulani Golden Orchid Award | Documentário        | Rodney Ascher                                | Indicado   |
| International Documentary Association | Creative Recognition Award     | Melhor Edição       | Rodney Ascher                                | Venceu     |
| International Documentary Association | IDA Award                      | Melhor Edição       | Rodney Ascher                                | Venceu     |